# Classe Fante
La classe Fante di cacciatorpediniere della Marina Militare era costituita da tre unità appartenute alle United States Navy della classe Fletcher che l'Italia acquistò dagli USA negli anni 1969-70, allo scopo di sostituire i cacciatorpediniere della classe Artigliere. Queste unità che subirono delle modifiche rispetto all'armamento originale, essendo navi molto usurate prestarono servizio solamente per un quinquennio, tranne il Lanciere che venne subito posto in disarmo e cannibalizzato per fornire pezzi di ricambio alle altre due unità gemelle. Le unità acquistate erano infatti inizialmente due, l'USS Walker ribattezzata Fante (numero di matricola D 561) e il Lanciere che entrarono a far parte della Marina Militare nel giugno 1969. Le disastrose condizioni del secondo esemplare, però, spinsero ad acquistare nel gennaio 1970 una terza unità, lo USS Prichett, ribattezzata Geniere (D 555): il Lanciere, pertanto, fu riutilizzato per fornire pezzi di ricambio alle due unità gemelle.

immagini dell'unità capoclasse prima e dopo il trasferimento all'Italia
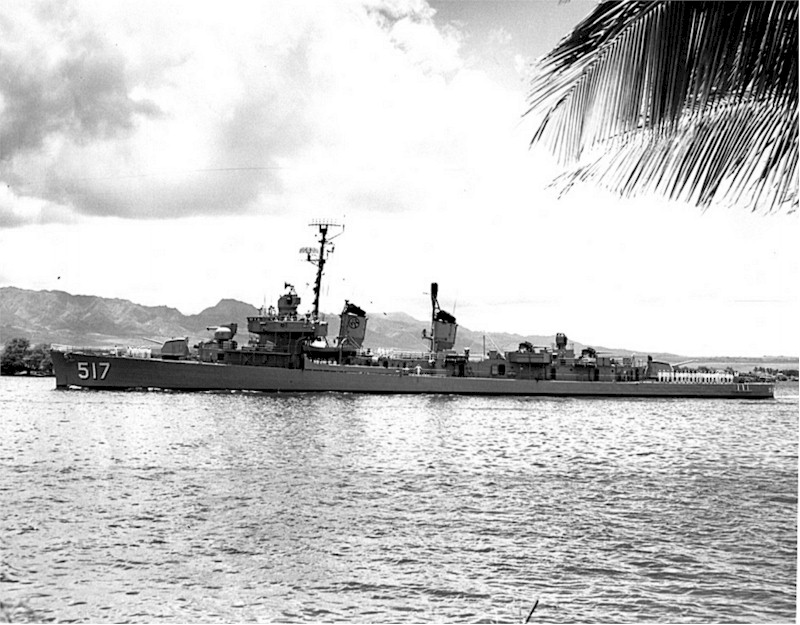
il cacciatorpediniere Walker a Pearl Harbor nel 1956
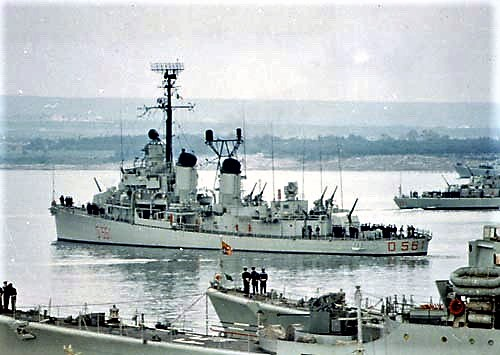
il cacciatorpediniere Walker dopo il trasferimento alla Marina Militare